# CJB 뉴스 (1100)
《CJB 뉴스 (1100)》는 CJB JOY FM(청주 FM 101.5MHz, 충주 97.9MHz)에서 평일 오전 11시에 방송되었던 라디오 뉴스 프로그램이다.